# Георги Драгнев
Георги Драгнев Тодоров е български политик от БЗНС.

## Биография
Завършва българската католическа гимназия в Одрин, а от 1906 година е член на БЗНС. От 1919 до 1920 година е назначен за областен управител на Стара Загора. От 1923 до 1934 година е деец на лявото крило на БЗНС. След това минава в опозиция и спомага за изграждането на Отечествения фронт. В периода 1945 – 1949 година е назначен за министър на обществените сгради, пътищата и благоустройството. Умира в София на 5 септември 1955 година